# Neji
Neji (jap. 螺子, dt. „Schraube“) ist ein Manga, der von der japanischen Zeichnerin Kaori Yuki (u. a. auch Angel Sanctuary und God Child) gezeichnet wurde. Er besteht aus mehreren Geschichten, von denen die ersten beiden 1992/3 in Japan erschienen. Danach unterbrach die Mangaka ihre Arbeit, um sich anderen Werken zu widmen, und zeichnete den dritten Teil erst deutlich später 2001, was auch an dem veränderten Zeichenstil zu erkennen ist. Diese drei Geschichten wurden 2001 vom Hakusensha-Verlag auch als Taschenbuch herausgegeben. Der Einzelband ist in Deutschland im August 2003 bei Carlsen Comics erschienen.

## Geschichte
Die Handlung von Neji spielt in der Welt von 2033. In dieser Welt sind Medizin, Technik und andere Forschungszweige sehr weit fortgeschritten. Während es normal ist, dass Roboter Ehefrauen, Mütter oder Bedienstete sein und Menschen mit technischen Gliedmaßen leben können, sind psychische Kräfte noch nicht weit erforscht. Damit beschäftigt sich die Organisation G.E.R.A., die Menschen mit skrupellosen Methoden als Testobjekte missbraucht. Screw und Cross geraten in die Fänge dieser Organisation und auch ihre Nächsten werden nicht verschont. Zuerst kämpfen die beiden mit Hilfe ihrer Psi-Kräfte gegeneinander, da G.E.R.A. beide in der Hand hat. Es gelingt ihnen jedoch, sich unter hohen Verlusten von ihr zu befreien.
Wie alle Werke Kaori Yukis erzählt Neji eine Geschichte mit Tiefgang. Themen wie Identitätsfindung bzw. das Menschsein von Robotern und die Problematik von Versuchen an Menschen bilden den thematischen Schwerpunkt.

### Act 1
Im Jahr 2033 wacht ein Junge mit schlohweißem Haar und der eintätowierten Nummer 205 auf dem Arm plötzlich auf. Er befindet sich im Institut der Organisation G.E.R.A. Sein Aufseher Luther erklärt ihm, dass er vor zehn Jahren als Schwerverbrecher verurteilt, getötet und danach als Rebirther der Organisation als Testobjekt zugeteilt worden sei. G.E.R.A. sei eine Institution, die ESP erforsche und er sei nun hier, da ESP bei Rebirthern häufig auftrete und er über Psikräfte verfüge.
Der Junge kann das nicht glauben, erinnert sich aber an nichts als einen Traum. Da er nicht als Nummer 205 angeredet werden will, nennt er sich Screw (dt. Schraube, jap. Neji). Diesen Namen nannte der Junge in seinem Traum, der außerdem die Nummer 66 auf dem Arm tätowiert hatte.
Bei einem Rundgang durch das Gebäude sieht Screw unter den Testobjekten eine Frau, die eine sehr wichtige Person für ihn gewesen sein musste. Luther schlägt ihm daraufhin einen Deal vor: Wenn er mitarbeitet, dann wird das Mädchen Snowwhite nicht seziert, sondern behandelt, und er selbst frei gelassen werden. Er nimmt an. Bei einem heimlichen Kuss zeigt Snowwhite plötzlich eine Reaktion, wodurch Screws alte Erinnerungen hochkommen.
Screw und Snowwhite sind ein Liebespaar gewesen, das bei einer Entführung Snowwhites tödlich verwundet wurde. Snowwhites Vater hatte beide in der Hoffnung, die Medizin der Zukunft könnte sie retten, in Kälteschlaf versetzen lassen. Srew möchte daraufhin an einem Computer seine Daten einsehen, entdeckt aber die Akte des von G.E.R.A. getöteten Sharif Highman, dem Jungen mit der Nummer 66. Screw beschließt die Organisation sofort mit Snowwhite zu verlassen, diese ist aber längst seziert worden. Durch diesen Schock entlädt sich seine Psi-Kraft, mit der er die Angestellten umbringt. Nur Luther überlebt und gibt dem überraschten Screw einen neuen, gültigen Ausweis.

### Act 2
Ein Junge sitzt im Flugzeug. Auf einmal fängt sein Auge an zu bluten, kurz darauf explodiert es. Er wacht im G.E.R.A. Institut auf. Anscheinend hatte er Kapseln einer Droge im Magen, die ihm, als sie aufging, das Auge zerfetzen, aber auch seine Psi-Fähigkeiten weckten. Cross ist in der Lage einen Astralkörper auszuschicken und andere zu belauschen oder in ihren Geist einzudringen. Außerdem hat General Sonja, der Luther untersteht, herausgefunden, dass seine Daten enorme Ähnlichkeit mit denen Screws aufweisen. Um ihn für die Organisation zu erhalten, hat man ihm in sein Auge eine Bombe installiert, die auf Knopfdruck explodieren kann. Außerdem wird ihm versprochen, dass seine kleine Schwester, die er verlassen hatte und von der Organisation angeblich gefunden worden ist, operiert wird.
Screw arbeitet währenddessen bei Girl als Kellner. Als eines Tages eine drogenkranke Freundin der Barbesitzerin von G.E.R.A. abtransportiert wird, beschließen Screw, Girl und eine Gruppe von Widerstandskämpfern diese zu retten. Zur gleichen Zeit bekommt Cross den Befehl, die Gruppe mit Hilfe seines Astralkörpers auszuhorchen, Screw bemerkt diesen Versoch jedoch und verdrängt Cross.
Screw beschließt in die Organisation einzubrechen um mehr über G.E.R.A. herauszufinden. Girl lässt sich nicht davon abbringen ihn zu begleiten, da sie ihre Freundin suchen möchte. Wieder kommt zu einer Auseinandersetzung mit Cross. Von Luther bekommt Letzterer den Rat, in einem Zimmer nach Informationen über Screw zu suchen. Dort sieht er Computer, die Aufnahmen seiner kleinen Schwester projizieren. Er erkennt, dass G.E.R.A. seine Schwester nie gefunden hatte. Er will Kommandantin Sonja zur Rede zu stellen und kommt gerade hinzu, als diese Girl erschießt. Dabei nennt sie sie bei ihrem eigentlichen Namen, Heather Garland, und Cross erkennt in ihr seine verlorene Schwester. Tatsächlich hat auch Cross einige Jahre nach dem Unglück im Flugzeug im Kälteschlaf verbracht, so dass er nicht wusste, dass seine Schwester inzwischen älter ist, als sie in seiner Erinnerung war. Außerdem erklärt die Kommandantin, dass Screws Bruder der Großvater von Cross war. Durch diese Verwandtschaft erklärt sich die Ähnlichkeit in ihren Daten. Cross ist außer sich und Soja verlangt sicherheitshalber die Fernbedienung für die Bombe in Cross Auge von Luther. Aber Cross lässt sich dadurch nicht mehr abschrecken und greift Sonja an. Als diese den Knopf bedient, explodiert allerdings der Hauptcomputer, nicht Cross Auge. Luther hatte ihr die falsche Fernbedienung gegeben. Screw und Cross fliehen, begraben Girl und beschließen eine Weile zusammenzubleiben.

### Act 3
Screw hat eine Anstellung in einer Bar gefunden und arbeitet wieder als Kellner. Gerade darf er seinen Großneffen bedienen, der sich auf Screws Kosten munter Essen bestellt. Da kommt auf einmal ein Mädchen durch das Dach, wobei sie die halbe Bar in Schutt und Asche legt. Das Mädchen, eigentlich ein Roboter, flieht vor Verfolgern. An diesem Abend hat nämlich eine Puppe vom Typ Norma Jean den Besitzer der Herstellerfirma ermordet, woraufhin sämtliche andere Puppen dieses Typs verrückt spielen. Es hat dabei viele Tote gegeben, so dass die Firma schnellstens alle Puppen eliminieren muss. Der junge Sohn des Firmenchefs führt diese Aktion durch und will die in der Bar gelandete Puppe abführen, als Screw und Cross stumme Schreie der Puppe vernehmen: Sie fleht um ihr Leben. Deshalb greifen die beiden Mr. Ziggy an und fliehen mit Norma Jean.
Diese gesteht ihnen kurz darauf, dass sie tatsächlich den Firmeninhaber umgebracht hat. Sie weiß aber nicht warum, noch, wie sie in den Besitz der Waffe kam. Da alle anderen Norma Jeans mit ihr vernetzt sind, wurden diese wahnsinnig, da sie gegen das 1. Asimov-Gesetz verstoßen hatte, das besagt, dass keine Puppe ein menschliches Wesen töten darf. Da die Puppe aber gerade erst erschaffen worden war, war sie noch nicht auf diese Gesetze getauft. Während Jean über ihre Existenz als Puppe rätselt, findet Mr. Ziggy den Aufenthaltsort ihrer beiden Retter heraus, lässt diese angreifen und Norma Jane mitnehmen. Als Mr. Ziggy sie wie all die anderen Norma Jeans beseitigen will, erreicht Screw den Turm, in dem sich der junge Firmenchef aufhält.
Anscheinend hatte Mr. Ziggy selbst die Programmierung der Puppe durchgeführt, so dass sie seinen Vater umbringen musste. Als Screw in das Zimmer stürmt, stürzt Mr. Ziggy in die Grube mit den Puppengliedern der getöteten Norma Janes und man erkennt, dass Ziggy selbst ein Automat ist. Er ist in Wirklichkeit eine Kopie des eigentlichen Sohnes des Firmenchefs. Da jenem sein Sohn zuwider war, tötete er ihn und erschuf die Puppe aus dessen Daten. Aber mit den Daten ging auch der Hass des Sohnes auf die Puppe über und sie setzte alles daran, den Vater zu töten. Letztendlich muss Screw ihn erschießen, da Ziggy die Waffe auf ihn richtet. Norma Jean ist traurig darüber, dass der einzige Lebenssinn der Puppe es gewesen war, die Kopie eines Anderen zu sein. Sie glaubt, dass auch in Puppen wie ihr Leben und eine Seele stecken müssen. Screw und Cross geben ihr recht.

## Personen
- Screw – ist 1992 tödlich verletzt worden, als er versuchte seine Geliebte, Snow white, vor Entführern zu retten. Von deren Vater wurde er aus Dankbarkeit zusammen mit ihr in einen Kälteschlaf versetzt, in der Hoffnung, die moderne Technologie der Zukunft könnte ihnen helfen. Im Jahr 2033 wacht er als  Rebirther auf und findet sich in der Organisation G.E.R.A. wieder, durch den Kälteschlaf mit Psi-Kräften ausgestattet. Er hat die Nummer 205.

- Snow white – ist Screws Geliebte, ihren richtigen Namen weiß dieser nicht mehr. Sie ist zwar lebendig, aber nicht wach, als wäre sie in einer Art Koma. Sie zeigt nur einmal eine Regung als Screw sie berührt und wird daraufhin von Wissenschaftlern zwecks der Untersuchung dieses Phänomens seziert.

- Cross – ist als Drogen-Dealer tätig gewesen, um die Operation seiner Schwester zu bezahlen. Als er geht, um Metal Paranoia zu verticken, ritzt er seiner Schwester ein Kreuz in die Brust, damit er sie später wiedererkennt. Aber der Deal geht schief und Cross wird von G.E.R.A. behandelt und ebenfalls einige Jahre in Kälteschlaf versetzt. Als er wieder aufwacht, hat er Psi-Kräfte. Er wird eingesetzt um Screw aufzuhalten.

- Girl – ist in Wirklichkeit Heather Garland und glaubt, ihr Bruder hätte sie verlassen, weil sie für ihn nur eine Behinderung war. Zu einem Happy End kommt es für sie nicht mehr, denn sie stirbt in den Armen ihres Bruders nachdem sie Screw zur Organisation begleitet hatte und auf Cross gestoßen ist.

- Luther – ist ebenfalls ein Rebirther. Er hieß früher Sharif Highman und hat die Nummer 66. Er war sehr widerspenstig, so dass man beschloss ihn zu töten. Die noch junge Kommandantin Sonja kam gerade hinzu, als Sharif um sein Leben flehte. Seitdem arbeitet er für G.E.R.A. und kann nicht mehr fliehen, weil man ihm einen Sender eingebaut hat. Trotzdem verhilft er Screw und später Cross zur Flucht.

- Sonja – ist Kommandantin und erfand mit Wissenschaftlern die Droge Metal Paranoia. Diese Droge weckt Psi-Kräfte und wurde entwickelt, um Versuchsobjekte zu bekommen, um ESP zu untersuchen. Sie rettete Luther das Leben, machte es ihm aber gleichzeitig zur Hölle. Dafür wird sie am Ende von ihm hintergangen und getötet.